# Ульяновский сельсовет (Минераловодский район)
Ульяновский сельсовет — упразднённое муниципальное образование в составе Минераловодского района Ставропольского края Российской Федерации.
Административный центр — Ульяновка.

## География
Территория Ульяновского сельсовета располагалась в центральной части Минераловодского района. Площадь территории муниципального образования составляла 10 170 га.

## История
Законом Ставропольского края от 28 мая 2015 года № 51-кз, все муниципальные образования, входящие в состав Минераловодского муниципального района Ставропольского края (Минераловодского территориального муниципального образования Ставропольского края), — городские поселения Минеральные Воды, посёлок Анджиевский, сельские поселения Гражданский сельсовет, село Греческое, Левокумский сельсовет, Ленинский сельсовет, Марьино-Колодцевский сельсовет, село Нагутское, Нижнеалександровский сельсовет, Первомайский сельсовет, Перевальненский сельсовет, Побегайловский сельсовет, Прикумский сельсовет, Розовский сельсовет и Ульяновский сельсовет — были преобразованы, путём их объединения, в Минераловодский городской округ.

## Население
| 1989 | 2002  | 2010  | 2011  | 2012  | 2013  | 2014  | 2015  |
| ---- | ----- | ----- | ----- | ----- | ----- | ----- | ----- |
| 1647 | ↗2016 | ↗2049 | ↘2046 | ↗2059 | ↗2067 | ↘2048 | ↘2044 |

## Состав сельского поселения
До упразднения Ульяновского сельсовета в состав его территории входили 3 населённых пункта:
| № | Населённый пункт   | Тип населённого пункта       | Население |
| - | ------------------ | ---------------------------- | --------- |
| 1 | Николаевская Степь | хутор                        | ↘100      |
| 2 | Новогодний         | хутор                        | ↗35       |
| 3 | Ульяновка          | село, административный центр | ↗1937     |

## Органы власти
Представительный орган — Дума Ульяновского сельсовета. Состояла из 10 депутатов, избираемых на муниципальных выборах по многомандатному избирательному округу.

## Экономика
- ООО «Рокадовские Минеральные Воды»[4].
- ООО «Ставропольский хлеб»[4].
- ООО «Астро»[4].
- ООО «Газресурс»[4].
- ООО «Ульяновский биозавод»[4].